# Alone in the Dark: The New Nightmare
Alone in the Dark: The New Nightmare es la cuarta entrega de la saga de videojuegos de terror Alone in the Dark creado por Darkworks y publicada por Infogrames. El juego salió a la venta en distintas plataformas incluyendo PC, PlayStation, Dreamcast, PlayStation 2, PSP (PlayStation Portable) y Game Boy Color.

## Historia
Octubre de 2001, Edward Carnby (un curtido investigador de lo paranormal) y Aline Cedrac (una animada chica de carácter más intelectual) se encuentran atrapados en Shadow Island, una isla encantada en la que, según se rumorea, la sombras cobran vida. El jugador se ve muy pronto atacado por "criaturas de la oscuridad", que surgen de la nada y parecen vivir entre las sombras.
Más adelante, se descubre que estas "criaturas de la oscuridad" son formas de vida emparentadas con los reptiles y basadas en el silicio que provienen del centro de la tierra, un vasto espacio de tenebrosas cavernas conocido como el "Mundo de la Oscuridad". Aparentemente, Shadow Island posee una de las pocas entradas a este universo subterráneo que existen en la Tierra.

## Edward Carnby y Aline Cedrac
Edward Carnby y Aline Cedrac. Pero conozcámoslos mejor.
Edward Carnby nació el 29 de febrero de 1968 de padres desconocidos. Se crio en el orfanato de St. Andrews. El director del establecimiento fue por cierto quien le puso ese nombre y apellido. Carnby trabaja para la agencia creada en 1982 por Charles Fiske, un antiguo miembro de la célebre y secreta Bureau 713. Para Carnby, su trabajo no se trata de convencer a los incrédulos ni de despertar su conciencia, sino de luchar contra las fuerzas ocultas. Carnby obra con hechos. Su única verdadera facultad es la de reconocer el mal nada más verlo y de actuar enseguida. Carnby puede llegar a desesperar por su particular sentido del humor. Hay quien dice que es frío, desabrido y muy maniático. Tiene pocos amigos, pero estos conocen su integridad y gran fidelidad. Sus relaciones con las mujeres son apasionadas, pero siempre está el deber y el trabajo sobre cualquier otro tema, incluso los sentimientos. Y al cabo de un tiempo, sus conquistas no soportan sus desapariciones, seguidas de largos períodos de silencio y de mal humor.
Alice Cedrac nació el 30 de junio de 1974 en Leamington, un suburbio de Boston. Nunca conoció a su padre, y su madre, María Cedrac, que nunca quiso revelar la identidad de su padre a ella.
María regresó a Europa en 1992, después de pelearse con Aline, su única hija. Aline se quedó en Boston para terminar sus estudios de antropología. Por desgracia, Aline nunca volvió a ver a su madre de nuevo, María murió en un accidente de tren en febrero de 1993.
A pesar de su búsqueda, Aline nunca pudo descubrir la identidad de su padre. Aline demostró ser un estudiante brillante. Su memoria increíble junto con su intuición extraordinaria y fuerte le ayudó a obtener un doctorado en la antropología a los 11 años. Ella centró su estudio en la tribu Abkanis. El reciente descubrimiento de un sistema de escritura de la tribu que se remonta varios miles de años por Obed Morton revolucionó el pequeño mundo de la antropología indígena y la inspiró en sus estudios.

## Gráficos
Hace años que Infogrames revolucionó este mundillo con unas técnicas de cámara al más puro estilo cinematográfico, con unas 3D que resultarían bastante básicas ahora pero que en aquellos tiempos fue todo un paso de gigante. Los personajes y objetos eran creaciones poligonales, mientras que los escenarios estaban representados según donde estuviese colocada la cámara. Estas cámaras se situaban en diferentes ángulos con el fin de conseguir una ambientación cinematográfica jamás vista hasta ese momento.
La idea no pasó desapercibida, y a los pocos años compañías niponas irrumpían con fuerza en esta franja del mercado para hacerse con su control absoluto.
creadores gráficos que han dotado a los escenarios de una riqueza visual imponente. La mansión es una auténtica fiesta de las texturas y colores, haciendo claro reflejo de una casa abandonada.
Los vídeos, como siempre, se diferencian del resto del juego por las barras negras que salen horizontalmente por arriba y por abajo. Además notaremos que tienen una calidad exquisita, pero al terminarse estos y volver a la acción, nos sorprenderá el hecho de que apenas se verá afectada la calidad de lo que estamos viendo. Baja un poquito, pero mucho menos de los que nos esperábamos.

## Jugabilidad
Al jugador se le da la opción de elegir a cuál de los dos protagonistas juegan. La parte de la trama de Carnby se basa principalmente en combatir a los monstruos por medios físicos, particularmente con su confiable revólver de triple cañón; mientras que la de Aline está más centrada en los rompecabezas. Los dos se encuentran ocasionalmente, y las áreas principales de la trama se interceptan.
El jugador pronto es atacado por Criaturas de la oscuridad que aparecen de la nada y parecen ser sombras vivientes. Estas criaturas de la oscuridad, en algún momento, se revelan como formas de vida reptilianas, basadas en silicio del centro de la Tierra, un enorme mundo de cavernas oscuras conocido como el Mundo de la Oscuridad. Shadow Island aparentemente contiene uno de los muchos portales a este mundo subterráneo. Fieles a su nombre, los enemigos del juego son reacios a la luz (lo que aparentemente los convierte en cenizas), y esto es muy importante en el juego. Los jugadores pueden usar su linterna para repeler a ciertas criaturas, y matarlos se logra con municiones que producen luz como "balas de magnesio " y "proyectiles de fósforo ".
La luz juega un papel importante en este juego. Una de las características principales del juego es la linterna que se puede usar para iluminar las escenas oscuras del juego, revelando detalles ocultos y descubriendo elementos. Con este fin, los desarrolladores crearon un motor gráfico inusual que permitía que la linterna del personaje del jugador 3D se iluminara correctamente y proyectara sombras en los fondos 2D, pre-renderizados. Esto se logró al renderizar los fondos en varios niveles de iluminación e incluir información sobre la distribución de objetos en la escena. Entonces, el motor gráfico podría usar correctamente las versiones más brillantes del fondo donde se esperaba que la linterna arrojara luz y dejar oscuras las áreas sombreadas.

## Características
Por encima de todo lo visible, esa atmósfera lúgubre y terrorífica, está una historia muy bien narrada, con un ritmo justo que hace que el suspense se mantenga hasta el final, con alguna sorpresa en el guion por el medio, pero en todo momento se nota un cierto equilibrio en el transcurso de la aventura.
Los acertijos, los enemigos, las municiones, los objetos, todo está minuciosamente calculado. Tanto es así, que los chicos de Darkworks diseñaron una aplicación aparte para facilitar el trabajo de testeo del juego. Con esta aplicación podían variar el número de
enemigos, llaves, objetos, así como las municiones y ver el nivel de dificultad que adquiría el juego. En unos casos el juego resultaba ser demasiado fácil y en otros imposible de terminar (porque no se podía avanzar más). El trabajo duro fue encontrar el punto medio y luego subir el nivel para hacerlo un poco más difícil, pero nunca imposible.
La aventura se puede seguir desde uno de los dos roles principales, si bien no será la misma aventura al cien por cien para los dos, si veremos que transcurren de forma paralela. Y es que los dos protagonistas no buscan lo mismo en esta misteriosa isla. El hilo narrativo hace que se encuentren en varias fases de la aventura, y que en otras se comuniquen a través de un walkie-talkie, pero habrá momentos exclusivos para ambos, así como armas y objetos que sólo podrán manejar uno de los dos.
Para empezar, los dos comienzan la aventura desde sitios distintos: Aline lo hace desde el tejado de la casa, lugar donde aterriza con su paracaídas, y Carnby lo hace un poco alejado de la casa, pero dentro del perímetro de los jardines de la misma, con lo que tendrá que pasear un poco hasta llegar a ella.
Las armas con las que cuentan los protagonistas para combatir el mal van desde la pistola de triple cañón, hasta la pistola lanzadiscos (que sólo puede usar Aline), pasando por la escopeta de tras cañones, el lanzagranadas, la pistola láser (que sólo puede usar Carnby) o el fotopulsor (inventado por Jeremy Morton, como el lanzadiscos y la pistola láser). Todas ellas tienen sus pros y sus contras, ya que las que son más manejables precisan de bastantes disparos para acabar con los enemigos, mientras que las más potentes consumen ingentes cantidades de munición o combustible. Algunas de estas armas se pueden mejorar durante el juego, para hacer evolucionar sus características y conseguir un mayor rendimiento de ellas.
Se han creado 16 tipos de monstruos distintos, entre los que no faltan los inefables zombis, indispensables en toda producción de terror que se precie. Las otras "razas" son de lo más variopinta, y algunas de ellas pueden atacar en grupo. Otras, sin embargo, son fotofóbicos y huirán de la luz a nada que les enfoquemos con nuestras linternas, si es que no queremos coserlos a tiros para ahorrar balas. El juego no está dotado de jefes finales, quizás por la completa ausencia de fases, pero sí tiene un par de enemigos que por su tamaño y su inteligencia artificial se podrían considerar como tales.
La luz desempeña un papel muy importante en el juego. Por ejemplo, los enemigos huyen de la luz, pues ésta los transforma en arena. Así, se puede emplear la linterna para repelar a ciertas criaturas, o usar munición luminosa como "balas de magnesio" y "proyectiles de fósforo" para matarlas. Además, el jugador debe usar la linterna para iluminar lugares oscuros y así descubrir objetos y detalles ocultos.
A diferencia de entregas anteriores, Alone in the Dark: The New Nightmare es muy distinto a los otros juegos, los gráficos cambian mucho y son más realistas, cambia el hecho de sobrevivir solamente a base de puzles a la supervivencia con armas, asemejándose mucho a la saga Resident Evil y Silent Hill (franquicia).

## Enemigos
- Perros de la oscuridad
- Sabuesos de Tindalos
- Photosaurus
- Oftalmicidas
- Arachnocid
- Luxrat
- Destripador nocturno
- Phocomelus
- Híbridos

### Jefes
- Viejo Híbrido
- Procuraptor
- ObedShad
- AlanShad

## Curiosidades
- Es concebido generalmente como Alone in the Dark 4.
- La banda finlandesa de Metal Sinergy tiene una canción titulada "Shadow Island" de su álbum Suicide By My Side, inspirada en el juego.
- Algunas versiones del juego incluían una mini linterna real con el logotipo de "Alone in the Dark".[1]

## Requerimientos
Requerimientos Mínimos:
- Procesador : PIII 800 MHz o AMD equivalente
- Memoria Ram: 128 MB RAM
- Video : T.Video 32mb soporta Direct3D

Requerimientos Recomendados:
- Windows 95/98/2000/nt/xp/vista/Windows 7
- Ram: 256mb
- Direct x 8 o superior (incluido)
- Tarjeta Gráfica 64 mb o superior (soporta Ati radeon/Gforce)

## Versiones de consolas lanzadas más destacables aparte de la versión de PlayStation

### Versión de PlayStation 2
El mismo juego pero rehecho gráficamente como modelaciones más concretas, estructuras, gráficos y resoluciones de la consola para esa generación
pero tiene una contra destacable., que la transición de pantalla al momento de cambiar de ángulo se demora notablemente mucho más que la versión de PlayStation. Haciendo algo tedioso el juego.

### Versión de Sega Dreamcast
Todo igual que la versión de PlayStation 2 pero las transiciones de ángulos  igual a la versión de PlayStation. Pero no todo es perfecto esta carece del idioma español doblado.

### Versión de Game Boy Color
Mientras otros sistemas portátiles abandonaban a menudo los ambientes 3D en su totalidad (en favor de los sprites en 2D más fáciles de interpretar), el Game Boy Color recibió una versión relativamente fiel a la de las consolas caseras. Los videos de las otras versiones fueron completamente eliminados, y muchas de las áreas del juego tuvieron que ser reducidas o eliminadas. Sin embargo, el resultado tuvo una sorprendente calidad gráfica para las limitaciones de la consola.

## Película
En 2005, se lanzó una adaptación al cine llamada Alone in the Dark, basada libremente en la cuarta entrega. Fue dirigido por Uwe Boll y fue un fracaso de taquilla con un costo de $ 20,000,000, que no fue recuperado, y fue mal recibido por la crítica, pesar de que tuvo una ganancia en el mercado de DVD. Guinness World Records nombró a la película como la "Película basada en un juego más rentable" en los Guinness World Records: edición de Gamer's Edition 2008. Un Corte de Director sin calificación fue lanzado en Alemania, Francia y Australia y fue número 1 en el mercado de DVD en Alemania durante tres semanas.

## Recepción
Alone in the dark tuvo críticas mixtas a buenas como GameSpot le otorgó un puntaje de 6.4/10 y Metacritic 75/100 siendo el primer juego de la serie alone in the dark en no recibir tanto éxito como sus anteriores entregas de la saga
| Puntuaciones de revisión | Puntuaciones de revisión                | Puntuaciones de revisión | Puntuaciones de revisión |
| Publicación              | Puntuación                              | Puntuación               | Puntuación               |
| Publicación              | Dreamcast                               | ordenador personal       | PD                       |
| ------------------------ | --------------------------------------- | ------------------------ | ------------------------ |
| GameSpot                 | 6.9 / 10                                | 5.6 / 10                 | 6.4 / 10                 |
| GameSpy                  | (UE) 8.5 / 10 (Estados Unidos) 7.5 / 10 | 72%                      | N / A                    |
| IGN                      | 7.3 / 10                                | 8/10                     | N / A                    |
| OPM (US)                 | N / A                                   | N / A                    |                          |
| Puntajes agregados       |                                         |                          |                          |
| gameRan kings            | 74%                                     | 70%                      | 76%                      |
| Metacritic               | 75/100                                  | 66/100                   | 77/100                   |